# دو استاد (فیلم ۱۹۵۹)
دو استاد (به هندی: Do Ustad) فیلمی محصول سال ۱۹۵۹ و به کارگردانی تارا هریش است. در این فیلم بازیگرانی همچون راج کاپور، مدهوبالا، سولوچنا لاتکار، شیخ مختار، دایسی ایرانی، اوما دات، راندهیر کاپور ایفای نقش کرده‌اند.